# Список умерших в 1885 году
В этой статье представлен список известных людей, умерших в 1885 году.
См. также: Категория:Умершие в 1885 году

## Январь

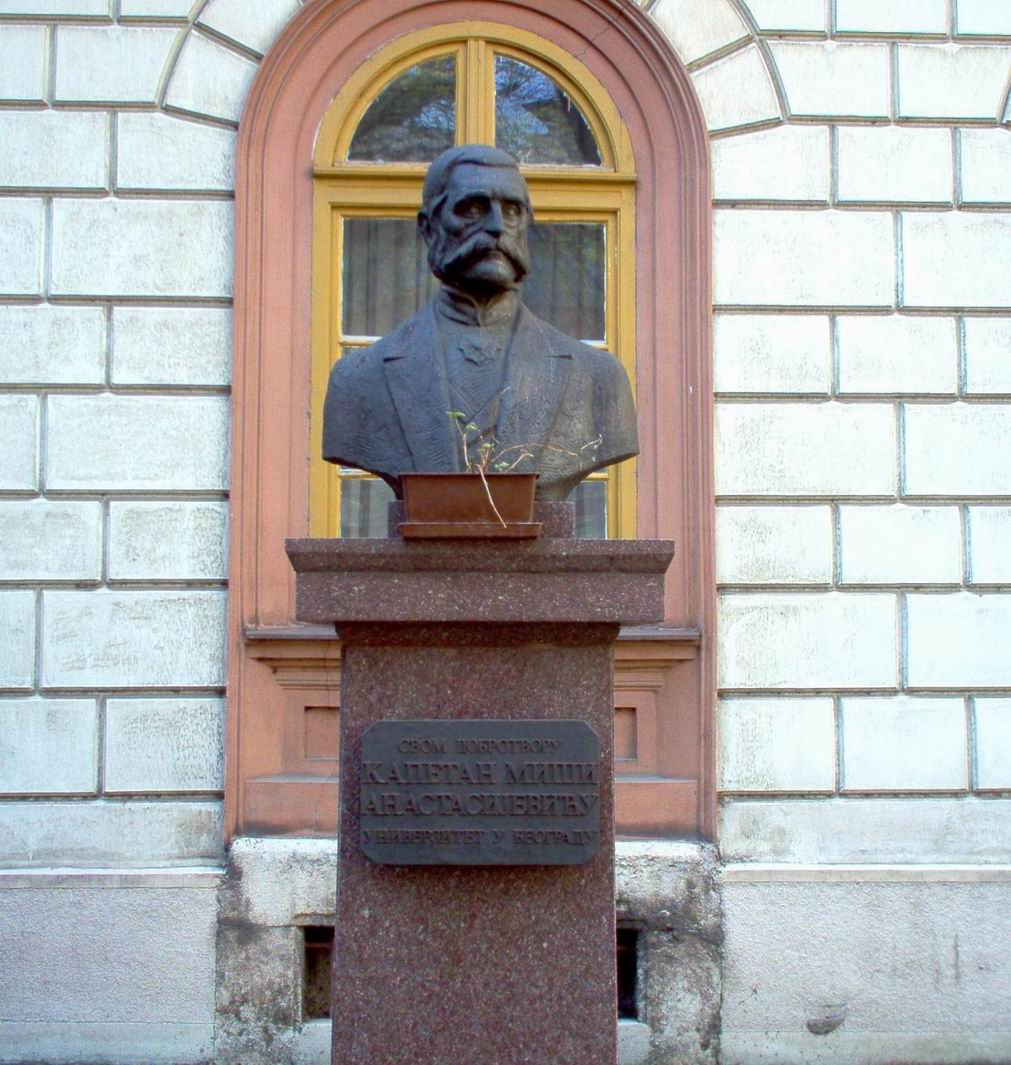
Миша Анастасиевич

- 4 января — Иосиф Котек (29) ― русский скрипач; туберкулёз.
- 15 января — Каспер Боровский (83) — польский римско-католический священнослужитель, профессор Духовной Академии в Вильно и Санкт-Петербурге.
- 17 января — Павел Демидов (45) — российский государственный деятель, благотворитель, в 1871—1874 киевский городской голова.
- 27 января — Миша Анастасиевич (81) — второй богатейший человек в Сербии в XIX веке.

## Февраль
- 1 февраля — Перец Смоленскин (42) — еврейский писатель и публицист.
- 3 февраля — Григорий Гельмерсен (81) — основоположник русской школы геологической картографии, генерал-лейтенант инженерного корпуса, горный инженер, директор Горного института (Санкт-Петербург) с 1856 по 1872, академик императорской Петербургской академии наук с 1850.
- 7 февраля — Ипполит Мышкин (37) — русский революционер, народник; расстрелян.
- 10 февраля — Уильям Прест (52) — английский футболист и игрок в крикет.
- 12 февраля — Николай Казнаков (61) — Киевский военный губернатор, генерал-губернатор Западной Сибири.
- 16 февраля — Руфин Судковский (34) — российский живописец—маринист, академик Императорской Академии художеств.
- 17 февраля — Феодосий (Макаревский) — епископ Русской православной церкви, епископ Екатеринославский и Таганрогский.
- 19 февраля — Михаил Селистранов (64) — вице-адмирал, участник Севастопольской обороны в 1854—1855 годах.

## Март
- 11 марта — Каллиник Митюков (61) — профессор римского права в Киевском университете.
- 21 марта — Елизавета Прусская (69) — принцесса Прусская, в замужестве принцесса Гессен-Дармштадтская; бабушка по отцовской линии последней российской императрицы Александры Фёдоровны.
- 26 марта — Артур Генри Фрилинг (64) — австралийский государственный деятель и политик.
- 30 марта — Алексей Авдеев (66) — русский архитектор, академик архитектуры, художник и археолог. Один из основателей Московского архитектурного общества.

## Апрель
- 15 апреля — Вальтер Вольфганг фон Гёте (67) — немецкий композитор и камергер; внук и последний потомок Иоганна Вольфганга Гёте.
- 16 апреля — Тихон (Покровский) (64) — архиепископ Волынский и Житомирский.

## Май
- 1 мая — Андре Жилль (44) — французский художник, карикатурист и шансонье.
- 1 мая — Порфирий (Успенский) (80) — епископ Чигиринский, викарий Киевской епархии.
- 19 мая — Йожеф Рожаи (70) — венгерский медик, основоположник венгерской геронтологии.
- 22 мая — Виктор Гюго (83) — французский писатель (поэт, прозаик и драматург), глава и теоретик французского романтизма.

## Июнь
- 21 июня — Виктор Петров (65) — русский генерал, участник покорения Кавказа и Крымской войны.
- 27 июня — Луиза Тереза де Монтаньяк де Шованс (65) — блаженная Римско-Католической Церкви, монахиня, основательница женской монашеской конгрегации «Облатки Сердца Иисуса».

## Июль
- 15 июля — Росалия де Кастро (48) — испанская писательница, писала на галисийском и испанском языках; рак.
- 16 июля — Каролина Собаньская (89) — авантюристка и тайный агент царского правительства, в которую были влюблены и которой посвящали свои стихи Александр Пушкин и Адам Мицкевич.
- 23 июля — Улисс Грант (63) — американский политический и военный деятель, полководец северян в годы Гражданской войны в США, генерал армии (25 июля 1866 — 4 марта 1869); с 4 марта 1869 по 4 марта 1877 — 18-й президент США.
- 28 июля — Мозес Монтефиоре (100) — один из известнейших британских евреев XIX века, финансист, общественный деятель и филантроп.

## Август
- 22 августа — Владислав Клюпфель (88—89) — генерал-лейтенант, директор Павловского кадетского корпуса, инспектор Военно-учебных заведений Российской империи.

## Сентябрь
- 15 сентября — Юлиуш Зарембский (31) — польский пианист и композитор.

## Октябрь
- 5 октября — Лисандрос Кавтанзоглу (73—74) — известный греческий архитектор.
- 12 октября — Пётр Вадбольский (54) — русский князь, занимался благотворительной деятельностью.
- 13 октября — Леонид Квинтицкий (56—57) — герой Русско-турецкой войны 1877—1878 годов, начальник 41-й пехотной дивизии, генерал-лейтенант.

## Ноябрь
- 3 ноября — Николай Устианович (73) — галицко-русский литератор, поэт и общественный деятель. Греко-католический священник.
- 25 ноября — Томас Эндрюс Хендрикс (66) — американский политик, член Демократической партии, вице-президент США в 1885 году.
- 27 ноября — Аполлос (Беляев) — духовный писатель и христианский богослов.

## Декабрь
- 15 декабря — Фернанду II (69) — король Португалии из Саксен-Кобург-Готской династии, правивший в 1837—1853 годах.
- 20 декабря — Юлий Мацон (68) — русский патолог и врач-терапевт.
- 29 декабря — Савелий Златопольский — русский революционер, народник.